# 괌 쉽야드
괌 쉽야드는 괌의 축구단이다. 현재 괌 사커 리그에 참가하고 있다.

## 선수 명단

### 현역
참고: FIFA 자격 규정에 따라 소속된 국가대표팀 국기를 표시합니다. 선수는 복수의 FIFA 비회원국 국적을 가지고 있을 수 있습니다.
| 번호 | 포지션 | 국적 | 이름        |
| ---- | ------ | ---- | ----------- |
| -    | MF     | 이란 | 메디 미라비 |

| 번호 | 포지션 | 국적 | 이름 |
| ---- | ------ | ---- | ---- |

## 우승
- 괌 사커 리그: 1995, 1996, 1999, 2000, 2001, 2002, 2003, 2005, 2006
- 괌 FA컵: 2010, 2012, 2015, 2017